# Thomas Bibb

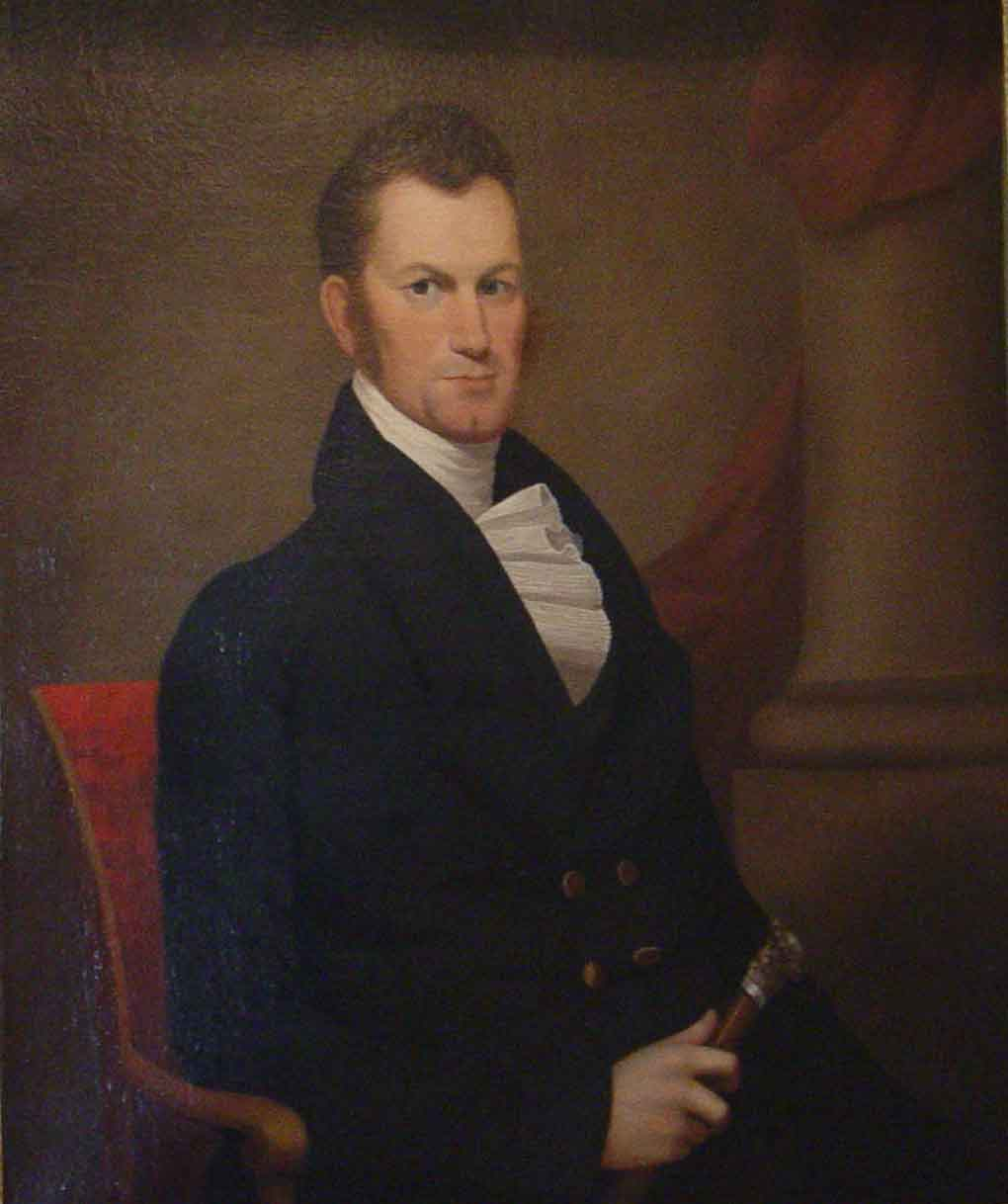
Thomas Bibb

Thomas Bibb (* 8. Mai 1783 im Amelia County, Virginia; † 20. September 1839 in Huntsville, Alabama) war ein US-amerikanischer Politiker (Demokratisch-Republikanische Partei) und der 2. Gouverneur von Alabama.

## Frühe Jahre
Thomas Bibb zog in jungen Jahren mit seiner Familie nach Elbert County, Georgia, wo er und sein Bruder William aufwuchsen. 1811 zog er in das Mississippi-Territorium in die Nähe des Tennessee River, wo er Eigentümer einer Plantage und Händler wurde. Einige Jahre später zog er 1816 nach Huntsville in Alabama. Dort wurde er 1819 Mitglied des Verfassungskonvents sowie Abgeordneter im Senat von Alabama. Als sein Bruder, der das Amt des Gouverneurs von Alabama ausübte, am 10. Juli 1820 nach einem Reitunfall starb, war Thomas Bibb Vorsitzender des Senats.

## Gouverneur von Alabama
Nach dem Tod seines Bruders übernahm er am 15. Juli 1820 dessen Amtsgeschäfte als Gouverneur bis zum Ende der Legislaturperiode, gemäß den Bestimmungen der neuen Staatsverfassung. Während seiner Amtszeit wurde der Regierungssitz nach Cahaba verlegt. Die Generalversammlung fand sich dort zum ersten Mal am 6. November 1820 ein. Ferner wurden zahlreiche Gesetze bezüglich der hiesigen Kommunalregierungen verabschiedet, eine Staatsbank wurde zugesagt, die University of Alabama wurde gegründet und ein Patrouillensystem wurde als Hilfe eingeführt, um den Ausbruch von Sklaven zu verhindern. Bibb entschloss sich, nicht für eine Wiederwahl anzutreten; jedoch drängte ihn die Generalversammlung, mit der Gründung der Staatsbank zu beginnen.

## Weiterer Lebenslauf
Nach seiner Amtszeit als Gouverneur blieb er weiterhin politisch aktiv. Er wurde in das Repräsentantenhaus von Alabama gewählt, wo er zwischen 1828 und 1829 tätig war. Ferner war er Direktor der Staatsbank von Alabama. Er starb am 20. September 1839 und wurde auf dem Maple Hill Cemetery in Huntsville beigesetzt.
Thomas Bibb war mit Parmelia Thompson verheiratet. Sie hatten zusammen elf Kinder, von denen aber drei im Kindesalter starben.